# Denis Bourdoncle
Denis Bourdoncle (né le 17 octobre 1964 à Libourne en Gironde) est un footballeur français, qui évoluait au poste de milieu de terrain.
Formé aux Girondins de Bordeaux, il ne parvient pas à se faire une place au sein d'un effectif constellé de stars, et joue alors par la suite dans des clubs de D2.

## Palmarès
- Vainqueur du Challenge des Champions en 1986 avec les Girondins de Bordeaux